# BC La Tronche-Meylan
Maillots
Actualités
Le Basket Club La Tronche-Meylan (BCTM) est un club de basket-ball féminin fondé en 1944 sous le nom de Amicale laïque tronchoise (ALT). Le club se situe en Isère dans les communes de La Tronche et Meylan non loin de Grenoble. En 2016, le club compte 10 équipes et 170 licenciées, ainsi que 3 salariés. L'association possède des équipes au niveau départemental ainsi que régional et national de basket-ball. 
En 2019, l'équipe de Nationale Féminine 1 remporte la coupe de France et intègre donc la Ligue féminine de basket-ball 2. Le BCTM a aussi des équipes engagées en Nationale Féminine 3 ainsi qu'en U18 et U15 Élites.

## Histoire

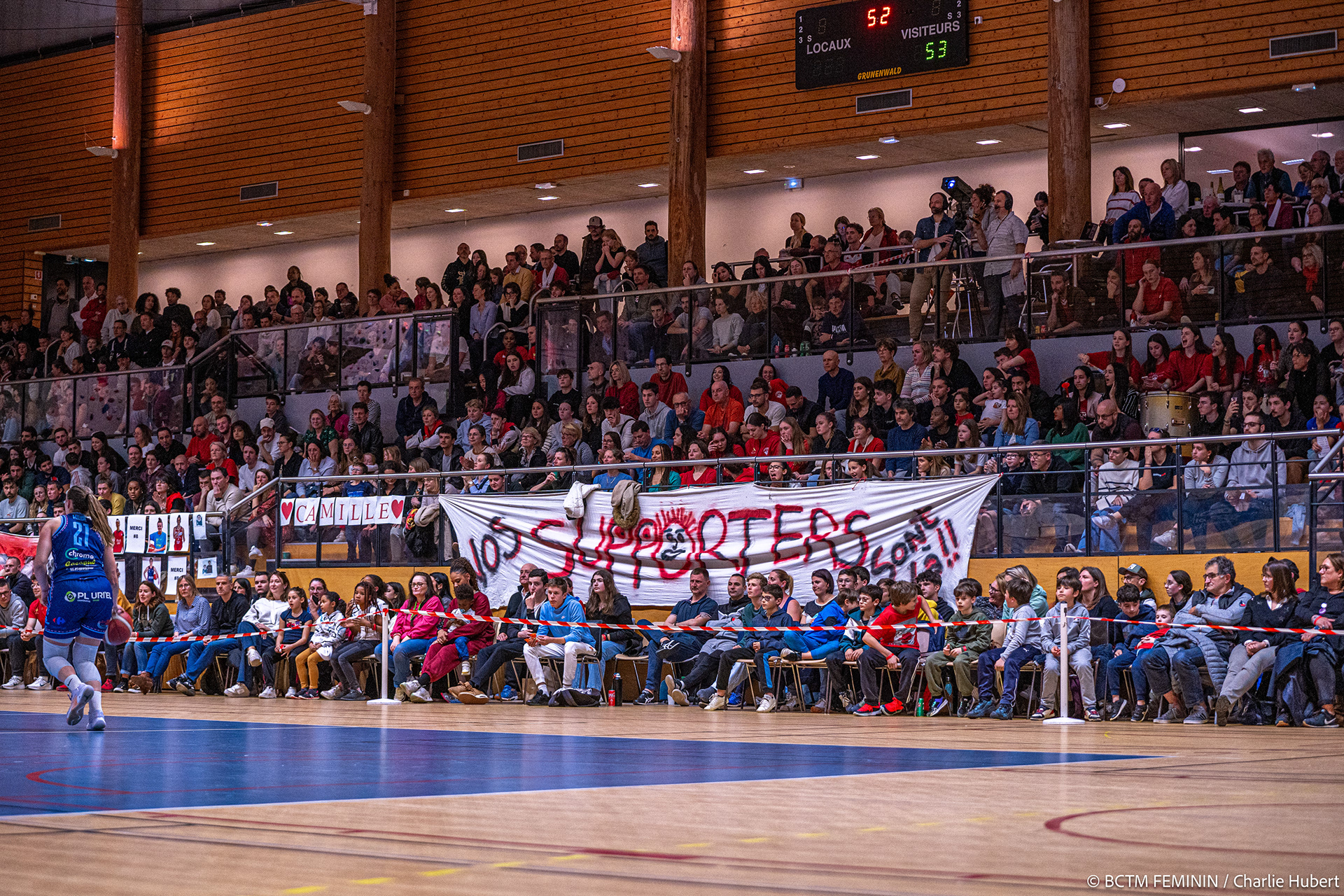

Fondé en 1944 le club de basket-ball s’appelle initialement Amicale laïque tronchoise, il s'inscrit comme club loisir et professionnel pour jeunes et adultes. Par la suite, il évolue au niveau du championnat de Nationale Féminine 2 et change de nom en Basket Club La Tronche (BCT) en 1954. Durant plusieurs années celui-ci développe beaucoup son équipe senior qui se retrouve en 1970 en Nationale Féminine 3 après avoir accédé une première fois à la NF1 en 1957. Pendant les années 1980-1990, le BCT est en difficulté, il est rétrogradé jusqu'en Nationale Féminine 4 avant de remonter en NF3 et de frôler la montée en NF2 en 1993. À la suite de cette descente, l'association sportive fait intervenir la mairie de Meylan afin de développer de plus en plus le pôle jeunesse et ainsi accéder à plus de fonds. Avec l'arrivée de nouveaux membres, dont le président actuel Jean-Claude Pic et l’entraîneur Jean-François Salerno, le club change de nom une nouvelle fois pour devenir l'actuel Basket Club la Tronche Meylan, BCTM. L'équipe senior s'impose afin de retrouver sa place en NF2 où elle est à la tête du championnat. Par la suite le club monte en NF1, il y reste plusieurs années jusqu'en 2019 où il gagne les playoffs de NF1 et monte en Ligue 2.

### La montée en Ligue 2
Après avoir gagné le Trophée de Coupe de France en 2018 et être arrivé en tête du classement de NF1, le BCTM se classe de nouveau premier et accède à la Ligue féminine de Basket 2 (LF2) en 2019. À la suite d'un match disputé à domicile, les Tronchoises gagnent 73-60 contre Ifs le 25 mai 2019.

## Palmarès
Le BCTM remporte le Trophée de Coupe de France de basketball féminin gagné à l'Accor Hôtel Aréna à Paris Bercy en avril 2018, contre l'AS Aulnoye Basketball, sur un score de 64 contre 56. Le club tronchois finit donc premier de la poule A de NF1 cette même année. Durant la saison 2021-2022 en LFB, l'équipe de Ligue 2 se classe troisième et dispute les playoffs.

## Entraîneurs
- Jean François Salerno (2000-2010)

- Dimitri Pontif (2010-2018)[3]

- Mickaël Cortay (2018-2023)[8]
- Clément Sanchez (depuis 2023)

## Effectif saison 2021-2022
| Effectif saison 2021-2022 | Poste                |
| ------------------------- | -------------------- |
| Morgane Batey             | Ailière              |
| Tilise Boisseron          | Meneuse              |
| Clérine Choron            | Meneuse              |
| Camille Cirgue            | Intérieure           |
| Heloise Jean-Philppe      | Pivot                |
| Henda Koita               | Pivot                |
| Maéva Lavorel             | Meneuse              |
| Mailys Moustey            | Arrière/Ailière      |
| Ana Sara Ngo Ndjock       | Arrière/Ailière      |
| Aurore Pautou             | Intérieure           |
| Romane Revel              | Pivot                |
| Clarisse Sahun            | Meneuse              |
| Mickaël Cortay            | Entraîneur           |
| Clément Sanchez           | Entraîneur assistant |
| Laëtitia Henry            | Entraîneur assistant |